# ISS-Expedition 14
ISS-Expedition 14 ist die Missionsbezeichnung für die 14. Langzeitbesatzung der Internationalen Raumstation. Die Mannschaft lebte und arbeitete vom 20. September 2006 bis zum 21. April 2007 an Bord der ISS.

## Mannschaft
- Michael López-Alegría (4. Raumflug), Kommandant (NASA/USA)
- Michail Wladislawowitsch Tjurin (2. Raumflug), Bordingenieur (Roskosmos/Russland)
- bis Dezember 2006: Thomas Reiter (2. Raumflug), Bordingenieur (ESA/Deutschland)
- ab Dezember 2006: Sunita Williams (1. Raumflug), Bordingenieurin (NASA/USA)

### Ersatzmannschaft
- Peggy Whitson, Kommandantin (NASA/USA)
- Juri Iwanowitsch Malentschenko, Bordingenieur (Roskosmos/Russland)
- Léopold Eyharts, Bordingenieur (ESA/Frankreich) für Reiter
- Clayton Anderson, Bordingenieur (NASA/USA) für Williams

## Missionsverlauf
Die beiden Raumfahrer Michael López-Alegría und Michail Tjurin starteten am 18. September 2006 zusammen mit der US-amerikanischen Weltraumtouristin Anousheh Ansari an Bord von Sojus TMA-9 und koppelten zwei Tage später an der ISS an. Ansari war kurzfristig als drittes Besatzungsmitglied nachgerückt, da erst vier Wochen vor dem Start bekannt wurde, dass der ursprünglich vorgesehene Japaner Daisuke Enomoto den Flug aus medizinischen Gründen (Nierensteine) nicht antreten durfte.
Am 29. September kehrten Pawel Winogradow, Jeffrey Williams (beide Expedition 13) sowie Anousheh Ansari an Bord von Sojus TMA-8 zur Erde zurück. Thomas Reiter, der im Juli 2006 auf der Raumstation eingetroffen war, blieb als Mitglied der Expedition 14 ein halbes Jahr an Bord und wurde dann von Sunita Williams abgelöst. Er kehrte mit dem Shuttle-Flug STS-116 im Dezember 2006 zur Erde zurück.

### Probleme mit Progress

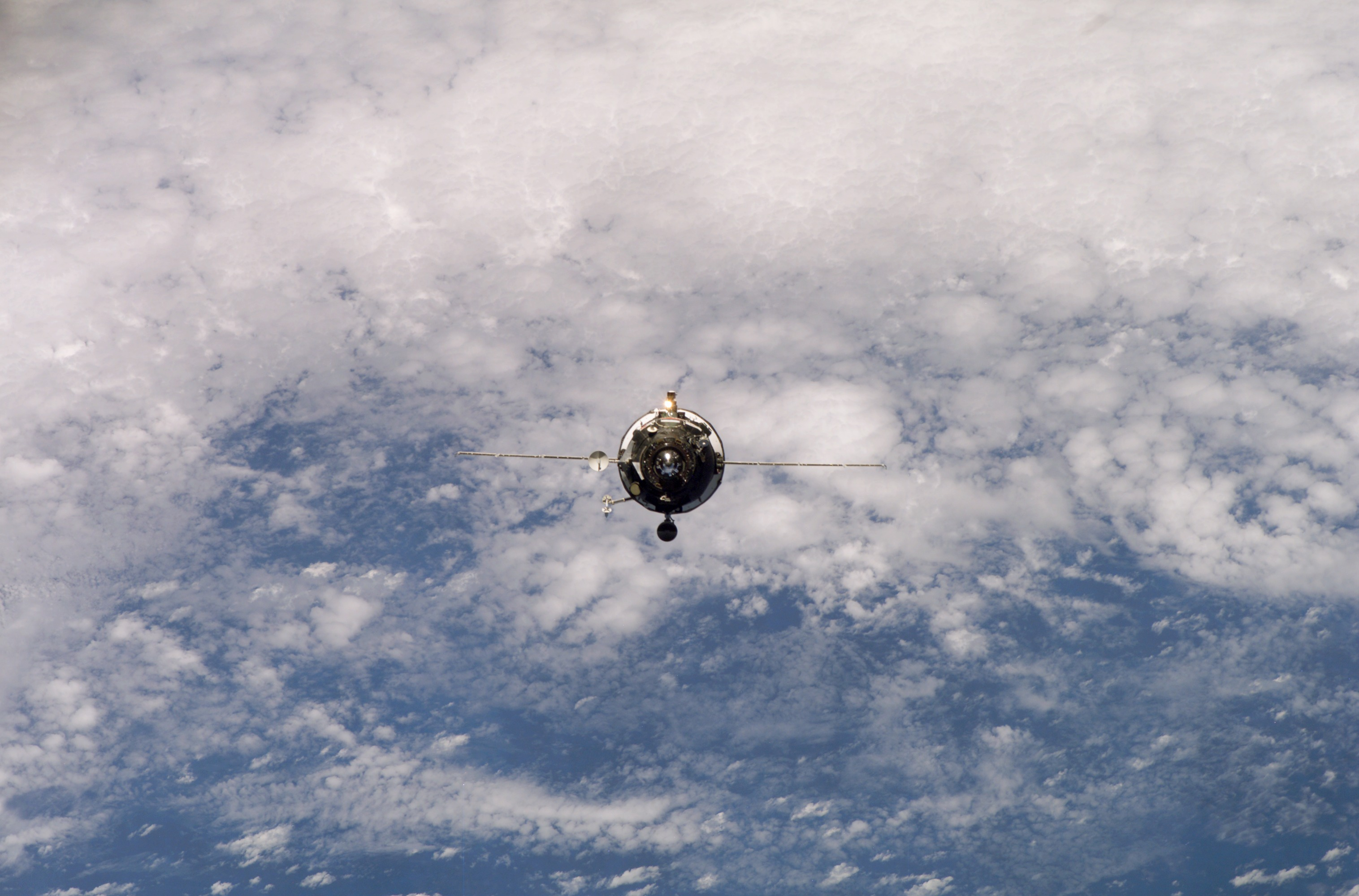
Progress M-58 nähert sich der ISS

Am 10. Oktober bestiegen Sojus-Kommandant Tjurin sowie die Bordingenieure López-Alegría und Reiter das Raumschiff Sojus TMA-9. Sie schlossen die Luken und koppelten um 18:14 UTC vom hinteren Andockstutzen des Swesda-Moduls ab, um Platz für den Progress-Frachter zu schaffen, der zwei Wochen später ankommen sollte. Michail Tjurin steuerte das Raumschiff zum vorderen Sarja-Adapter und machte dort nach 20 Minuten um 18:34 UTC wieder fest.
Am 26. Oktober um 14:29 UTC dockte das unbemannte Versorgungsraumschiff Progress M-58 an der ISS an. Es war drei Tage zuvor gestartet und brachte 2.183 kg frische Nahrungsmittel, Sauerstoff (50 kg) und Treibstoff (870 kg) sowie DVD-Filme, Musik-CDs, Bücher und Zeitschriften zur Raumstation. Aber auch 1.263 kg Ausrüstungstechnik, wie etwa Ersatzteile für den am 18. September ausgefallenen Sauerstoffgenerator „Elektron“, wurden angeliefert.
Komplikationen mit dem Annäherungssystem des Transporters verhinderten zunächst eine vollständige mechanische Verbindung: Die Kurs-Antenne ließ sich nicht komplett einklappen und es blieb ein kleiner Spalt zwischen Progress und der Station. Das Kontrollzentrum entschied, den Frachter abzukoppeln und einen neuen Versuch zu starten. Progress entfernte sich 40 Zentimeter von der ISS und machte um 18:06 UTC endgültig am Adapter fest. Um sicherzugehen, dass die Verbindung wirklich hermetisch dicht war, dauerte die Überprüfung länger als üblich. Die Luken konnten deshalb erst am nächsten Tag geöffnet werden.
Die Raumfahrer Michail Tjurin und Mike López-Alegría unternahmen am 23. November ab 00:17 UTC den ersten Außenbordeinsatz (EVA) der Mission aus der russischen Luftschleuse Pirs. Dieser verlief ungewöhnlich sportlich, denn Kosmonaut Tjurin spielte zu Werbezwecken Golf: Für die kanadische Golfausstattungsfirma „Element 21“ schlug er zu Beginn der fast sechsstündigen EVA einen kleinen Golfball aus Kunststoff (drei Gramm schwer mit vier Zentimeter Durchmesser) von einer speziellen Plattform ab. (Der erste Golfspieler der Raumfahrtgeschichte war Alan Shepard, der im Februar 1971 zwei Golfbälle auf dem Mond schlug). Danach untersuchten die beiden den Progress-Frachter, der vier Wochen zuvor an der Station angedockt hatte. Dabei waren Probleme mit einer Radioantenne aufgetreten. Diese hatte sich nicht wie geplant zurückgeklappt. Tjurin versuchte, die Antenne per Hand zu bewegen, was jedoch fehlschlug. Schließlich arbeiteten die Raumfahrer an einer Antenne, um dem unbemannten ATV-Frachtraumschiff der ESA eine Kopplung an der Station zu ermöglichen. Der Ausstieg ging nach 5 Stunden und 38 Minuten zu Ende.

### Reiter geht von Bord
Am 11. Dezember 2006 bekam die ISS-Besatzung Besuch von der US-Raumfähre Discovery, als diese um 22:12 UTC an der Raumstation ankoppelte. Die Shuttle-Mission STS-116 brachte die P5-Gitterstruktur zur ISS und führte eine Wachablösung durch: Thomas Reiter, der seit einem halben Jahr in der Umlaufbahn arbeitete, wurde von der Astronautin Sunita Williams abgelöst. Die Shuttle-Mannschaft unternahm vier Ausstiege, wobei der P5-Adapter montiert, das Stromleitungsnetz der Raumstation neu konfiguriert und ein klemmender Solarflügel eingefahren wurden. Nach acht Tagen dockte die Discovery am 19. Dezember um 22:10 UTC wieder von der Raumstation ab und nahm Thomas Reiter, der seit Juli an Bord der ISS geforscht hatte, wieder zur Erde zurück.
Am 20. Januar 2007 um 2:59 UTC dockte das zwei Tage zuvor gestartete unbemannte Versorgungsraumschiff Progress M-59, das zu Ehren des 100. Geburtstages des sowjetischen Raumfahrtpioniers Sergei Koroljow dessen Namen erhalten hatte, an die ISS an. An Bord waren 2,3 Tonnen Fracht, darunter 780 kg Treibstoff, 50 kg Sauerstoff, diverse Ersatzteile, Nahrungsmittel und Wasser. Der mit Müll beladene Progress-M-57-Transporter war drei Tage vorher von der Station abgekoppelt worden und verglühte kurz darauf beim Wiedereintritt in die Erdatmosphäre.

### Vier Außenarbeiten in Folge
ISS-Kommandant Michael López-Alegría und seine Kollegin Sunita Williams verließen am 31. Januar für 7 Stunden und 55 Minuten die Raumstation über die US-Luftschleuse Quest. Der Ausstieg begann um 15:14 UTC und war der zweite dieser Mission. In den ersten drei Stunden trennten die beiden US-Astronauten das Destiny-Modul vom provisorischen EEATCS- und verbanden es mit dem permanenten EATCS-Kühlkreislauf (External Active Thermal Control System), der sechs Wochen zuvor durch die STS-116-Besatzung aktiviert worden war. Williams und López-Alegría kappten vier EEATCS-Leitungen, die mit den Radiatoren des P6-Moduls verbunden waren und schlossen diese am Kühlkreislauf A an. Danach wurde um 19:22 UTC einer der zwölf Meter langen Radiatoren zusammengeklappt und eine Reservekühlleitung stillgelegt. Dabei bemerkte Sunita Williams, wie einige kleine Eisflocken Ammoniak, das in den Leitungen zirkuliert, davonschwebten. Obwohl die Kristalle nicht mit den Raumanzügen in Kontakt kamen, ordnete die Flugleitung den Notfallplan an. Dieser sah vor, dass die Astronauten am Ende des Ausstiegs eine Dekontaminationsphase in der Luftschleuse durchführen sollten.

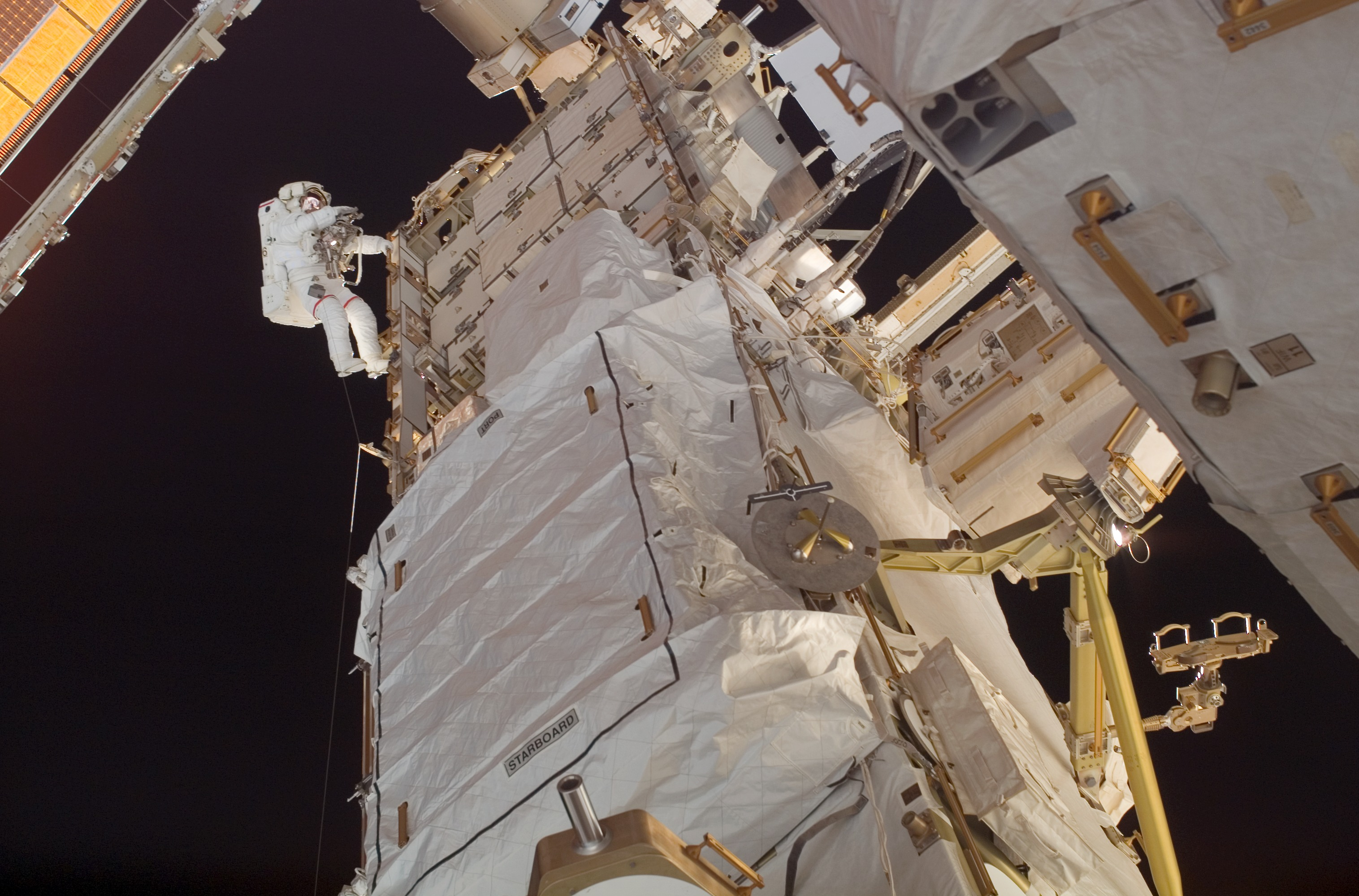
López-Alegría während des Ausstiegs am 4. Februar

Weniger als 87 Stunden nach dem Ende des ersten führten Sunita Williams und Michael López-Alegría am 4. Februar den nächsten Außenbordeinsatz durch. Sie beendeten die vier Tage zuvor begonnenen Arbeiten am Kühlsystem der Raumstation. Der Ausstieg begann um 13:38 UTC aus der Luftschleuse Quest. Erneut trat beim Trennen der sechs Jahre alten Leitungen etwas Kühlmittel (Ammoniak) aus, gefährdete die Astronauten allerdings nicht. Nachdem der Kühlkreislauf B aktiviert wurde, inspizierten die beiden das Gitterelement P6 mit seinen großen Solarzellenpaneelen. Dieses wurde am 29. Oktober 2007 mittels des Hauptmanipulatorarms der Station an seine endgültige Position an der äußersten Backbordseite der ISS verlegt. Dazu mussten zuvor die Solarzellenausleger eingefahren werden. Beim Zusammenklappen des ersten hatte es im Dezember 2006 unerwartete Probleme gegeben. Deshalb machten López-Alegría und Williams im Auftrag der NASA-Ingenieure Fotos vom Zustand des Solarzellenflügels, der während des nächsten Shuttle-Besuchs im August 2007 eingezogen wurde. Schließlich verlegten die beiden Astronauten außerhalb des Destiny-Labors elektrische Kabel. Diese SSPTS-Leitungen (Station-to-Shuttle Power Transfer System) wurden am Kopplungsstutzen PMA-2 eingebaut und können zukünftig die US-Raumfähren mit Energie von der Raumstation versorgen, die damit länger an der ISS operieren können. Nach sieben Stunden und elf Minuten ging um 20:49 UTC der Einsatz erfolgreich zu Ende. Bordingenieurin Williams stellte dabei einen neuen Raumfahrtrekord auf: Mit 22 Stunden und 37 Minuten verbrachte sie mehr als jede andere Frau im freien Weltall. Für den ISS-Kommandanten López-Alegría war es der achte Weltraumausstieg, der damit nach Anatoli Solowjow und Jerry Ross den dritten Platz in der EVA-Zeiten-Weltrangliste belegte.

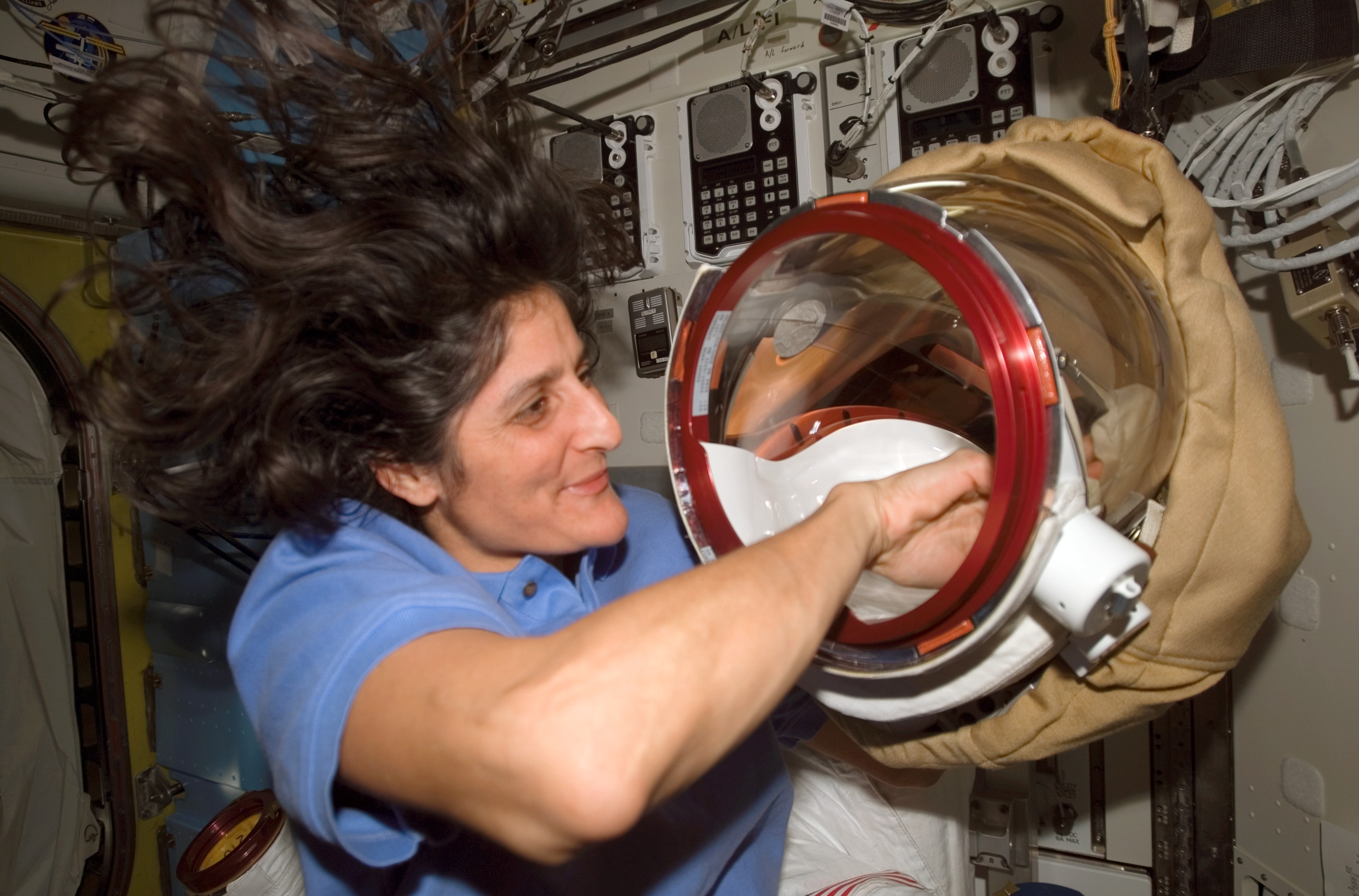
Sunita Williams bereitet den Helm des Raumanzuges für ihren vierten Ausstieg vor

Eine halbe Stunde früher als geplant begann am 8. Februar um 13:26 UTC der dritte Ausstieg. Nachdem López-Alegría und Williams die US-Luftschleuse Quest verlassen hatten, entfernten sie zwei Abdeckungen. Diese hatten Teile der Elektronik am P3-Gitter vor dem Auskühlen geschützt und wurden nicht mehr benötigt. López-Alegría warf die Thermodecken von der Raumstation weg, wo sie in der Erdatmosphäre verglühten. Anschließend montierten sie eine UCCAS-Plattform (Unpressurized Cargo Carrier Attach System), die als Abstellfläche für Ausrüstungsteile dient. Bevor der erfolgreiche Arbeitseinsatz endete, stellten die beiden US-Astronauten die letzten SSPTS-Verbindungen her, mit deren Installation während der letzten EVA begonnen wurde. (Die neue Energieübertragung wurde während STS-118 erstmals genutzt.) Der 80. Raumstationsausstieg ging um 20:06 UTC nach 6 Stunden und 40 Minuten zu Ende. Mit drei EVAs in neun Tagen war es das erste Mal, dass so viele ISS-Außenbordeinsätze in so kurzer Zeit durchgeführt wurden. Außerdem überholte Michael López-Alegría seinen amerikanischen Kollegen Jerry Ross, der bislang die zweitmeiste EVA-Erfahrung hatte und Sunita Williams erhöhte ihren Rekord für die längste EVA-Zeit einer Frau auf 29 Stunden und 17 Minuten.
Der nächste Ausstieg (EVA) – der vierte in nur drei Wochen – fand bereits am 22. Februar statt. Um 10:27 UTC verließen diesmal Michael López-Alegría und Michail Tjurin in russischen Raumanzügen die Luftschleuse Pirs, um eine widerspenstige Antenne am Progress-Raumschiff zu entfernen. Die Antenne konnte am 26. Oktober vergangenen Jahres beim Andocken des Progress-Transporters am hinteren Kopplungsstutzen des Swesda-Moduls nicht richtig eingefahren werden, weil sie sich in der Struktur der Station verklemmt hatte. Dieses Problem musste behoben werden, um den Frachter problemlos abzudocken. Zu Beginn der EVA hatte Tjurin mit einem beschlagenen Visier zu kämpfen, weil ein für die Wärmeregulierung seines Orlan-Raumanzugs zuständiger Verdampfer fehlerhaft arbeitete.
Außer der Behebung des Progress-Antennenproblems erledigten López-Alegría und Tjurin noch zahlreiche andere Aufgaben. Sie fotografierten eine russische Satellitennavigationsantenne und wechselten ein russisches Experiment aus. Bevor Verbindungen und Rückhaltemechanismen an einem handbetriebenen Strela-Kran an der Pirs-Luftschleuse inspiziert wurden, fotografierten die Astronauten noch eine Antenne für das europäische ATV und überprüften ein deutsches Robotik-Experiment.
Nach sechs Stunden und 18 Minuten stiegen die beiden Raumfahrer um 16:45 UTC wieder durch die Pirs-Schleuse in die ISS ein. Es war der 81. Außenbordeinsatz zum Aufbau der Raumstation und der 53. Ausstieg aus der ISS selbst. Davon erfolgten 20 Ausstiege über Pirs. Dies war bereits der fünfte Außenbordeinsatz für diese ISS-Besatzung. Michael López-Alegría stellte mit seinem insgesamt zehnten Weltraumausstieg einen neuen US-Rekord auf. Nur der Russe Anatoli Solowjow hat mehr Ausstiege (16) aufzuweisen.

### Forschung und Innenausbau
Nach ihren umfangreichen Arbeiten außerhalb der ISS nahm die dreiköpfige Besatzung ihr wissenschaftliches Forschungsprogramm wieder auf. Zwei Tage nach der letzten EVA wurden unter der Bezeichnung SoRGE (Soldering in Reduced Gravity Experiment) neue Lötverfahren erprobt. Bisher eingesetzte Lötmittel können in der Schwerelosigkeit durch entstehende Gase zu Blasenbildungen, Lücken oder Poren führen, die die Metallverbindung schwächen können. Deshalb werden Ausrüstungsteile auf der Raumstation oft ausgewechselt, statt sie zu reparieren.

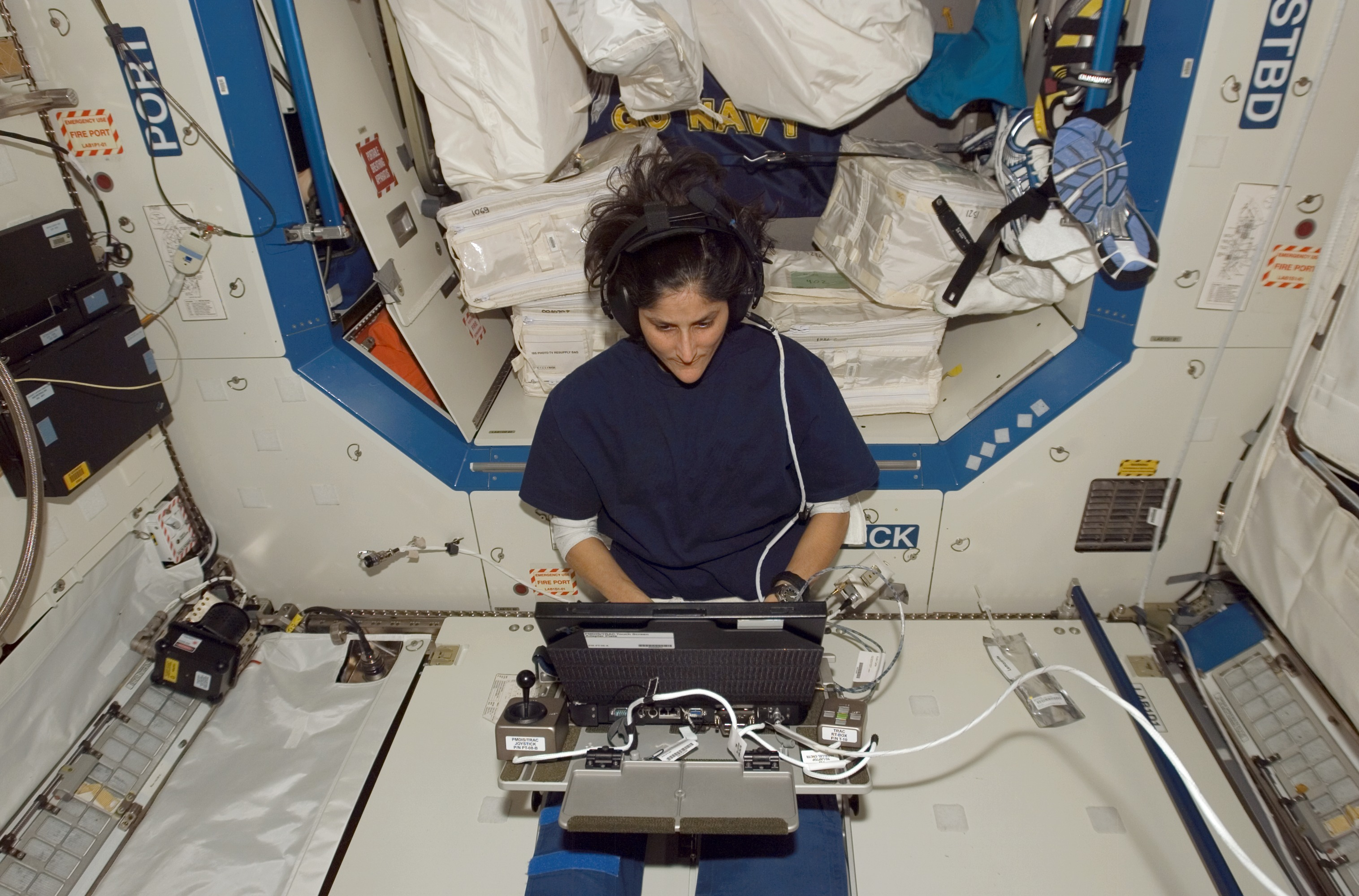
Sunita Williams am TRAC-Computer

Bordingenieurin Sunita Williams trainierte am 28. Februar mittels einer Computersimulation ihre Fähigkeiten im Umgang mit dem Roboterarm der Raumstation. Anschließend widmete sie sich mit ihren Kollegen Tjurin und López-Alegría dem TRAC-Experiment (Test of Reaction and Adaptation Capabilities). Damit will Prof. Dr. Otmar Bock, der Leiter des Instituts für Physiologie und Anatomie der Deutschen Sporthochschule Köln, zusammen mit kanadischen und US-amerikanischen Wissenschaftlern herausfinden, wie sich der Mensch an die Schwerelosigkeit gewöhnt. Manchmal hatten Raumfahrer berichtet, dass ihre motorischen Fähigkeiten mit der Dauer ihres Weltraumaufenthalts abnahmen. Die Forscher führen das darauf zurück, dass sich das Gehirn für ein Leben in der Mikrogravitation umstrukturiert. Dazu beanspruche es mehr Ressourcen, die aus anderen Bereichen abgezogen würden. Die Mannschaft arbeitete regelmäßig mit dem TRAC-Laptop, um den Verlauf zu dokumentieren – nicht nur während der Mission, sondern auch vor und nach dem Flug.
Anfang März wurden im US-Modul Destiny die letzten Umbauarbeiten abgeschlossen, um im Herbst 2007 die neue OGS-Sauerstoffanlage in Betrieb nehmen zu können. Das Oxygen Generation System wird in den Wasserkreislauf der Station integriert und spaltet Wasser in Sauerstoff und Wasserstoff. OGS, das mit der Shuttle-Mission STS-121 im Juli 2006 zur ISS gebracht wurde, ist ein wichtiger Bestandteil des Lebenserhaltungssystems und unverzichtbar, wenn die permanente Besatzungsstärke auf sechs Personen erhöht wird.
Zur gleichen Zeit bereitete Bordingenieur Michail Tjurin den russischen Teil der Raumstation auf die Ankunft des neuen Großraum-Versorgungsfrachters ATV vor. Bis zum Jungfernflug des von Europa gebauten automatischen Güterzubringers müssen noch einige Tests an Bord durchgeführt werden, die hauptsächlich mit dem Satellitennavigationssystem zu tun haben, da ATV völlig selbständig die Station ansteuert und am Swesda-Modul festmacht. Der Erststart des Frachters ist momentan für das Frühjahr 2008 vorgesehen.
An der Backbordseite des Verbindungsknotens Unity brachte die Stammbesatzung am 14. März ein neues Innenfenster an. Es ist mit einem Kamerasystem ausgerüstet, das künftige automatische Andockmanöver sowie den Umgang mit dem ISS-Roboterarm vereinfachen wird. Ein baugleiches Fenster war bereits vor vier Jahren an der gegenüberliegenden Seite von Unity installiert worden.
Mitte März wurde mit der Aufrüstung des internen OpsLAN-Computernetzes (Operations Local Area Network) begonnen. Das neue Ethernet-Datennetz ist zehn Mal schneller und verbindet alle ISS-Rechner über Router miteinander. Computer, die nicht verkabelt sind, werden per Funk erreicht. Das verbessert auch die Arbeit mit den Systemen auf dem russischen Teil der Raumstation, weil dessen Kabelnetz nur eine geringe Bandbreite hat. Ursprünglich sollte der Netzausbau erst von der nächsten Mannschaft durchgeführt werden. Wegen des verschobenen Starts von STS-117 wurden diese Arbeiten vorgezogen.

### Vorbereitung für die Neuankömmlinge

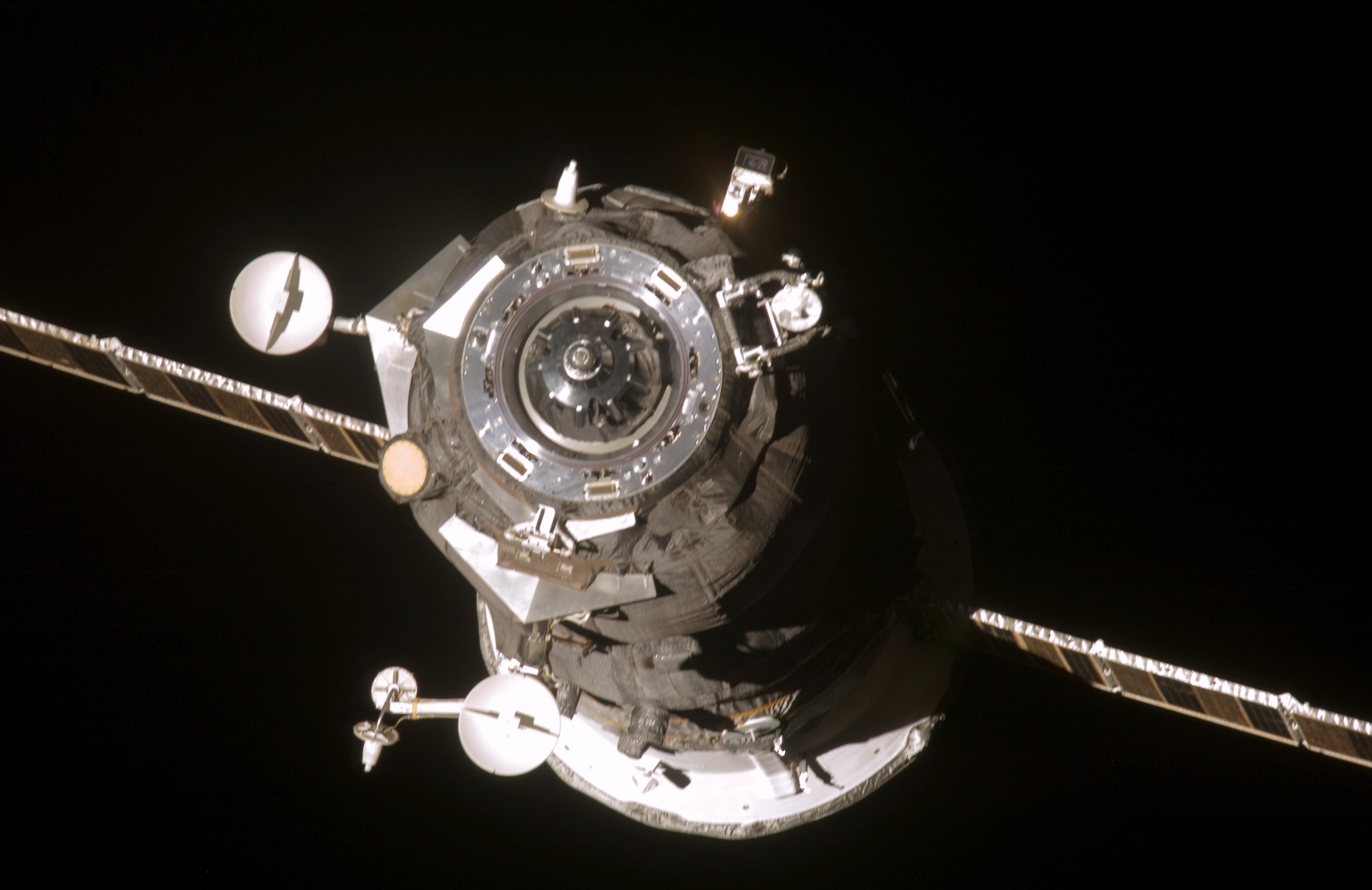
Progress M-58 legt von der ISS ab

Am 27. März 2007 um 18:11 UTC dockte der unbemannte Versorgungsfrachter Progress M-58 nach fünf Monaten gemeinsamen Fluges von der Raumstation ab. Zuvor hatte die Besatzung die Transportkapsel mit Müll beladen und verschlossen. Mit einer Bremszündung wurde Progress in die dichteren Schichten der Erdatmosphäre gesteuert, wo es wenige Stunden später über dem Pazifik verglühte.
Um Platz für die eine Woche später eintreffende Mannschaftsablösung zu schaffen, stiegen die drei Raumfahrer am 29. März in ihr Sojus-Raumschiff und koppelten von der Station ab. Michail Tjurin steuerte das Raumschiff vom Kopplungsstutzen des Sarja-Moduls zum Swesda-Adapter. Nach nur 24 Minuten hatte das Raumschiff die kurze Strecke – beide „Parkplätze“ liegen nur 25 Meter auseinander – zurückgelegt und dockte um 22:54 UTC wieder an der ISS.
Nach fast 50 Stunden Flug erreichte Sojus TMA-10 am 9. April 2007 mit der nächsten Stammbesatzung die Raumstation und legte um 19:10 UTC am Sarja-Adapter an. Die Ablösung, bestehend aus dem ISS-Kommandanten Fjodor Jurtschichin und seinem Bordingenieur Oleg Kotow, brachte den amerikanischen Weltraumtouristen Charles Simonyi mit.

### Williams läuft den Boston-Marathon

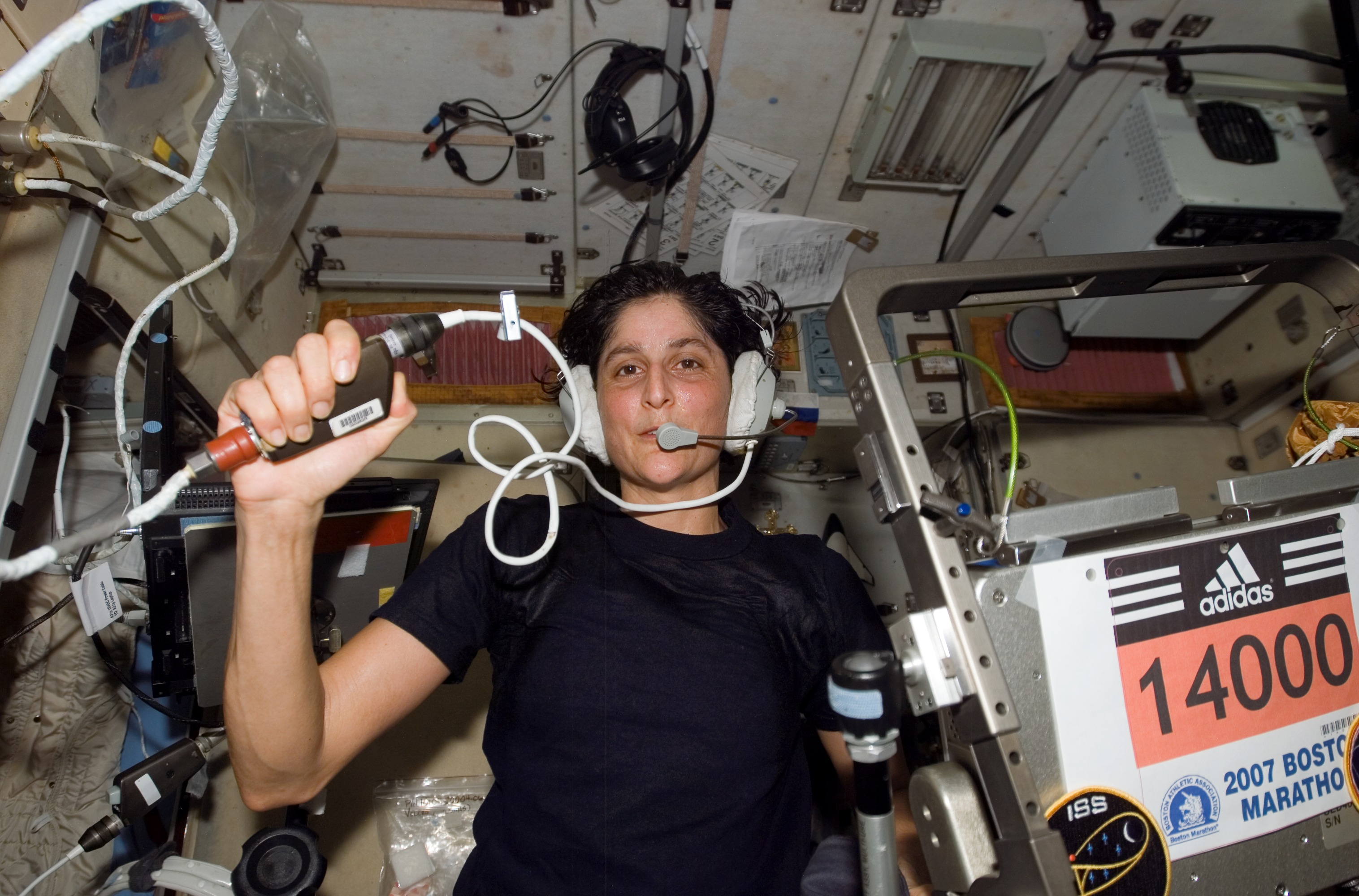
Williams läuft im Weltraum den Marathon mit

Als erster Mensch im Weltraum nahm Sunita Williams an einem Marathonlauf teil. Von Gummibändern gehalten, lief sie am 16. April auf dem Laufband in der Raumstation den 111. Boston-Marathon mit. Nach wochenlangen Trainingsrunden startete sie um 14:00 UTC zeitgleich mit den 23.900 anderen Aktiven, darunter 7.600 Frauen, auf der Erde. Williams, die in Massachusetts aufwuchs und eine begeisterte Marathonläuferin ist, nahm nicht nur symbolisch teil, sondern hatte sich durch ihr gutes Abschneiden beim Marathonlauf in Houston im vergangenen Jahr qualifiziert. Mit der Teilnehmernummer 14000 startete sie über dem Pazifik und hatte nach 4 Stunden und 23 Minuten und zweieinhalb Erdumkreisungen, überwacht von zwei Computern, die volle Distanz von 42,195 Kilometern über Russland zurückgelegt. Damit war sie 57 Minuten langsamer als beim Houston-Marathon und unterlag auch ihrer Schwester Pandya, die bei stürmischem Wetter in Boston – böiger Wind, Regen, Temperaturen um 10 °C – einige Minuten früher das Ziel erreichte.

### Die Rückkehr
Mit einer kleinen Zeremonie übergaben Mike López-Alegría und Michail Tjurin am 17. April um 20:40 UTC das Kommando der ISS an ihre beiden Nachfolger. Diese waren in der zurückliegenden Woche in die Arbeitsabläufe eingewiesen worden. Sunita Williams stand den beiden Neuen als erfahrene Bordingenieurin zur Seite, denn sie blieb als Verstärkung der Expedition 14 auf der Station.

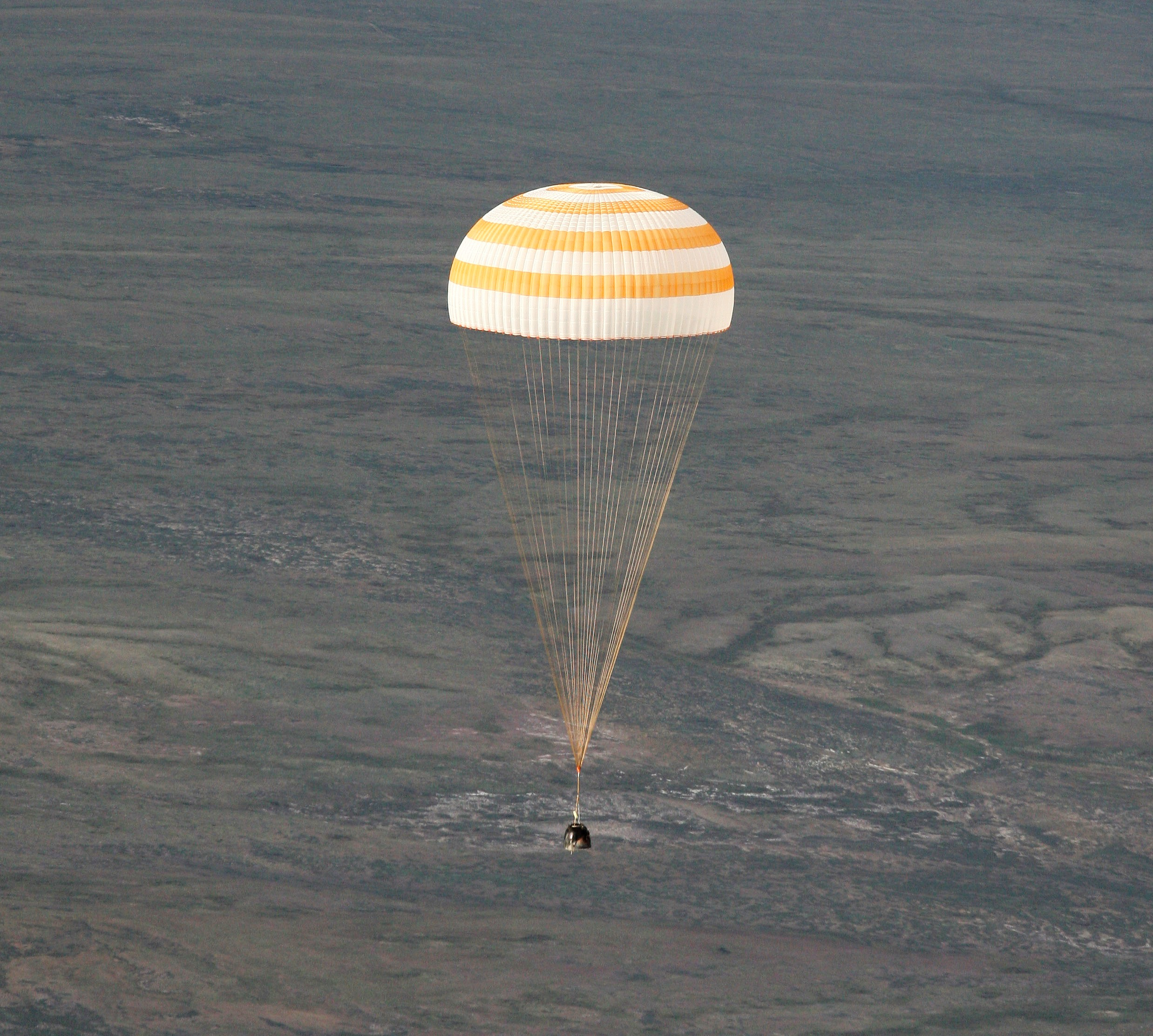
Sojus TMA-9 landet am Fallschirm

Am selben Tag wurde die Rückkehr von López-Alegría und Tjurin um einen Tag verschoben. Frühjahrstauwasser hatten das Landegebiet in der kasachischen Steppe aufgeweicht, was die Arbeit der Bergungstrupps erschwert hätte. Die russische Raumfahrtbehörde entschied deshalb, dass Sojus TMA-9 erst 24 Stunden später in einer südlicher gelegenen Region landen sollte.
Wohlbehalten kehrten Tjurin und López-Alegría wie geplant am 21. April nach sieben Monaten mit ihrer Sojus-TMA-9-Landekapsel zurück. Wie zu Beginn ihrer Mission hatten sie einen Weltraumtouristen an Bord – diesmal war es der Ex-Microsoft-Programmierer Simonyi, der nach zwei Wochen im Orbit die Heimreise antrat. Zweieinhalb Stunden nach dem Ablegen von der Raumstation erfolgte die vierminütige Bremszündung des Sojus-Raumschiffes. Der Wiedereintritt verlief ebenso wie die Landung problemlos. Zwei Stunden vor Sonnenuntergang ging die Landekapsel um 12:31 UTC rund 135 Kilometer nordöstlich von Dscheskasgan in der kasachischen Steppe nieder. Unmittelbar danach trafen die Such- und Bergungsmannschaften, bestehend aus zwölf Hubschraubern, zwei Flugzeugen und sechs Geländefahrzeugen, an der Landestelle ein und holten die drei Raumfahrer nur 15 Minuten nach dem Aufsetzen aus der Landekapsel.
Für Kommandant Michael López-Alegría bedeuteten diese 215 Tage einen neuen nationalen Langzeitflugrekord: er überbot die 2002 von seinen Landsleuten Carl Walz und Daniel Bursch während der vierten ISS-Expedition aufgestellte Bestmarke um neun Tage. Außerdem wurde er mit über 67 Stunden und zehn Ausstiegen der US-amerikanische Raumfahrer mit der meisten Außenborderfahrung und belegt auf der EVA-Tabelle nach Anzahl und Gesamtdauer den zweiten Platz. Lediglich Anatoli Solowjow verbrachte mit 16 Ausstiegen und über 78 Stunden mehr Zeit außerhalb eines Raumschiffes.

### Möglicherweise bedeutsames Ergebnis
Bereits seit Längerem ist bekannt, dass das menschliche Immunsystem in der Schwerelosigkeit nicht korrekt arbeitet. Es wurde im Verlaufe von wissenschaftlichen Untersuchungen offenbar auf Grundlage eines 2006 im Rahmen der ISS-Expedition 14 an Bord der Internationalen Raumstation durchgeführten Experiments zumindest teilweise gelöst.
Bei seinem zweiten Langzeitaufenthalt im Weltraum führte Thomas Reiter im Auftrag der ESA ein Experiment durch, bei dem bestimmte Zellen des menschlichen Immunsystems zum einen in der Mikrogravitation gehalten wurden, zum anderen in einer Zentrifuge einem Schwerkraftersatz ausgesetzt waren. Nach Ablauf der Experimentierzeit wurden die Zellen eingefroren und auf der Erde detailliert untersucht. Das Ergebnis: bei den Zellen, die sich ohne Schwerkraft entwickelt hatten, war eine wichtige Signalkette der Immunantwort unterbrochen. Der Transkriptionsfaktor NF-Kappa-B konnte nicht mehr gemeinsam mit einem sogenannten Rel-Protein aktivierend wirken. Dies geschieht nur im Zusammenwirken der beiden Faktoren als Dimere. Allein wirken NF-Kappa-B1 und B2 dagegen hemmend.
Die neuen Erkenntnisse könnte man in Zukunft auf zweierlei Art nutzen. Zum einen könnte man die Immunreaktion auf eine Infektion durch geeigneten Einsatz von Hemmstoffen steuern, so dass diese nicht lebensbedrohlicher wird als die Infektion selbst. Zum zweiten, und dies ist wohl die interessantere Art, könnte man überbordende Autoimmunantworten bremsen, möglicherweise sogar verhindern. Zu den bekanntesten Autoimmunerkrankungen gehören Arthritis, rheumatisches Fieber, Diabetes mellitus Typ 1, Multiple Sklerose, Gastritis, Narkolepsie oder Morbus Bechterew. Dabei greift das Immunsystem fälschlicherweise körpereigene, gesunde Zellen an. Es hier zu bremsen oder gar aufzuhalten, könnte einen unglaublichen Fortschritt in der Humanmedizin bedeuten und langfristig weltweit gewaltige Mittel einsparen.